# Heinrich Hansen (maler)
 Der er flere personer med dette navn, se Heinrich Hansen (arkitekt).
Heinrich Hansen (født 23. november 1821 i Haderslev, død 10. juli 1890 på Frederiksberg) var en dansk arkitekturmaler og etatsråd.

## Ungdom
Hansen var søn af farver Claus Hansen og Dorothea født Truelsen, begge af Flensborg. Hansen hører således til det ret talrige kontingent, som Sønderjylland har stillet i de danske kunstnerrækker, medens han også, som så mange andre af hans fæller, fra håndværket har hævet sig til kunstner. 
Efter at være blevet malersvend i Flensborg kom han 1842 til København for at uddanne sig ved Kunstakademiet, nærmest med det mål for øje at blive dekorationsmaler, og han må allerede den gang have givet gode prøver på sin brugbarhed, thi han kom endnu samme år til at deltage i udsmykningen af Thorvaldsens Museum. 
Han vandt 1844 den mindre, 1846 den store sølvmedalje (afgangsbevis) i dekorationsklassen, men var samtidig rykket op gennem tegneskolerne, gips- og modelskolen, således at han også i dec. 1846 kunne vinde den mindre sølvmedalje for maleri efter den levende model. I de samme år, 1844-47, malede han de dekorationer i Christian 4.'s gravkapel i Roskilde, som omgiver Heinrich Eddeliens malerier i hvælvingskapperne. 
Allerede den gang fik han således lejlighed til at begynde de studier i renæssancekunstens dekorationsformer, som han senere fortsatte og dyrkede så at sige gennem hele sit kunstnerliv. Efter at have vundet en pengepræmie i sit fag 1847 fik han en rejseunderstøttelse af Den Reiersenske Fond og foretog for den en studierejse til Tyskland. 
Efter sin hjemkomst var han i nogle år hjælpelærer først i perspektivklassen og derpå i ornament-(dekorations-)klassen ved Akademiet, indtil han senere, efter G.F. Hetschs død 1864, blev fast lærer og docent i perspektivet, en stilling, hvori han forblev lige til sin død.

## Karriere som kunstner
Han havde dog ikke slået sig til ro ved disse fag, men i stilhed lagt sig efter arkitekturmaleriet, hvortil hans forstudier i dekoration og perspektiv ydede ham fortrinlig nytte. I 1848 havde han udstillet nogle akvarelstudier fra rejsen i Tyskland, og fra 1849 begyndte han at udstille oliemalerier i dette fag, ved hvilke han vakte en sådan opmærksomhed, at han allerede året efter fik Akademiets rejseunderstøttelse til udlandet, som blev fornyet i det følgende år.
Hvor interessante  – i hovedindtrykket endog åndfuldere, arkitekturbilleder man end før havde set fra Constantin Hansens, Jørgen Roeds og Christen Købkes hånd – fulgte man dog med opmærksomhed en ung kunstner, der for første gang i Danmark ville hellige sine kræfter udelukkende til dette fag. 
|  |  | På den rejse, Hansen nu foretog som kunstner, fik han lejlighed til at besøge størstedelen af det vestlige Europa, lige fra Skotland til Spanien, og til at se og gengive mange bygningsminder fra gotikkens og renæssancens tid, hvilken sidste vedblivende især fængslede hans blik. Et af de første billeder, han udstillede efter denne rejse, Kirken St. Sablon i Brüssel, blev købt til Den Kongelige Malerisamling (1853). Heri og i studiet dertil, som solgtes efter hans død, træder allerede hans kunstnerpersonligheds særlige egenskaber frem, forkærlighed for at gengive indre rum, helst hvor solskinnet ved at falde ind gennem vinduerne kunne frembringe rig afveksling i lys og skygge og slående forandringer i lokalfarverne, åbent øje for gengivelsen af dybden i rummet, en dyb og kraftig farve, hvori den noget materielle sværhed, som siden blev et karaktertræk ved hans pensel, endnu heldigt var undgået. |

|  |  | Når han nu herefter skulle arbejde i hjemmet, var valget ikke så rigt. Blandt vore forholdsvis få og fattige bygningsminder fra fortiden gør Christian 4.'s bygninger sig på en fremtrædende måde gældende, både i det ydre, i en konsekvent gennemført blandingsstil, der fra Holland over Nordtyskland var kommet til Danmark, og i det indre – hvor der ofte endnu er bevaret en – udsmykning, som i malerisk rigdom og pragt ikke ellers er nået i danske bygninger. Børsen og Rosenborg i København, Frederiksborg og Kronborg i Nordsjælland måtte frem for alt tildrage sig kunstnerens blik. Allerede i 1855 viste han i Christian IV's Arbejdsværelse på Rosenborg, hvor vidt han kunne række i malerisk virkning ved gengivelsen af et farverigt dekoreret rum. Hansen blev 1858 medlem af Kunstakademiet, titulær professor 1864, etatsråd 1871, Ridder af Dannebrog 1859, Dannebrogsmand 1871, Kommandør af 2. grad 1888. Desuden havde han flere udenlandske ordener. |

Ligesom det nys nævnte billede købte Den Kongelige Malerisamling også Salle des Francs, en med rigt træskærerarbejde udsmykket sal i rådhuset i Brügge (1858). I de følgende år gengav han efterhånden en hel række indre rum fra Rosenborg, Frederiksborg og Kronborg, på samme tid som han ved at deltage i udgivelsen af Danske Mindesmærker aftegnede en stor del andre danske bygninger.  
Hansen blev 1858 medlem af Kunstakademiet, titulær professor 1864, etatsråd 1871, Ridder af Dannebrog 1859, Dannebrogsmand 1871, Kommandør af 2. grad 1888. Desuden havde han flere udenlandske ordener.
Og selv om der i hans pragtfulde interiører fra Dogepaladset i Venedig (udført 1870 og flg.) ved originalernes overordentlige rigdom og den ældre kunstners med utrættelig flid opøvede virtuositet gør sig en vis overvægt gældende, ville hans danske billeder ved siden af deres kunstneriske værd have en national interesse, der vil sikre dem en varigere erindring. Hans store gengivelse af Christiansborg Slots ydre i Parti fra Gammelstrand (1868, Den Kongelige Malerisamling) og hans billeder fra Kronborg og Hven i det nationalhistoriske Museum på Frederiksborg fængsle mindre, til dels fordi kunstneren her vovede sig ind på et område, hvor hans individualitet følte sig mindre hjemme.
|  |  |  | Og selv om der i hans pragtfulde interiører fra Dogepaladset i Venedig (udført 1870 og flg.) ved originalernes overordentlige rigdom og den ældre kunstners med utrættelig flid opøvede virtuositet gør sig en vis overvægt gældende, ville hans danske billeder ved siden af deres kunstneriske værd have en national interesse, der vil sikre dem en varigere erindring. Hans store gengivelse af Christiansborg Slots ydre i Parti fra Gammelstrand (1868, Den Kongelige Malerisamling) og hans billeder fra Kronborg og Hven i det nationalhistoriske Museum på Frederiksborg fængsle mindre, til dels fordi kunstneren her vovede sig ind på et område, hvor hans individualitet følte sig mindre hjemme. |

## Indsats for kunsthåndværket
Foruden af sin egentlige kunstneriske virksomhed har Hansen ikke ringe fortjeneste af kunsthåndværket, der havde fostret ham selv. Frederiksborg Slots genopførelse, efter at det var brændt i 1859, førte ham ind på en virksomhed, der gav ham en betydelig indflydelse i mange retninger, måske endog større, end han under andre forhold kunne have gjort regning på. Hans mange studier fra slottet gjorde ham til en værdifuld medarbejder ved det genfødelsens værk, som han ikke engang oplevede at se fuldstændig sluttet. ved stiftelsen af Kunstflidslotteriet, hvis indtægter tilfaldt Frederiksborg Slot, såvel som ved andre industrilotterier, der dannedes efter samme forbillede, kom Hansen til at tage virksom del i kunsthåndværkets udvikling. 
I forening med Henrik Olrik, Christian Carl Peters, Vilhelm Dahlerup og senere en række yngre kunstnere, der alle, til dels for de forskellige lotterier, gjorde tegninger til møbler, sølvtøj og andet bohave, fremkaldte han en omvæltning på hele dette område, som har forplantet sig til håndværkere, der ikke selv trådte i umiddelbart forhold til kunstnerne. Hansen leverede bl.a. møbelforlæg til Severin & Andreas Jensens værksted.
Derved skiller denne bevægelse sig fra tidligere kunstneres, Abildgaards, Hermann Ernst Freunds, M.G. Bindesbøll, Georg Hilkers og fleres, virksomhed på kunsthåndværkets område, der kun fik indflydelse inden for en forholdsvis snævrere kreds. Men en lignende, lidt tung og alvorlig grundtone, som var egen for Hansens malerkunst, gik også gennem hans kunstindustrielle arbejder og gør dem kendelige, på samme tid som den danner en ejendommelig modsætning til kunstnerens egen livsglade, joviale personlighed.

## Indflydelse på Akademiet
Hansen havde endelig også, efterhånden som de ældre kunstnere, under hvis påvirkning han havde udviklet sig, faldt fra, sin særegne betydning for Kunstakademiets medlemskreds ved den varme og iver, hvormed han viede akademiets anliggender, både som kunstskole og som kunstnersamfund, sin interesse. Ligesom han udøvede betydelig indflydelse dels på, hvorledes en enkelt side af undervisningen, perspektivets studium, blev drevet under hans mangeårige ledelse, dels på kunstundervisningen i det hele, således har han også haft betydning for Akademiet ved den rolige, forretningsdygtige og dog joviale måde, hvorpå han i over et decennium udfyldte pladsen som dirigent i Akademiets forsamlinger. 
Han valgtes også gentagne gange til Akademiets vicedirektør og fungerede i denne stilling jævnlig som dets direktør, indtil han bad sig fritaget for dette hverv, efter at ministeriet, da Ferdinand Meldahl trådte fra, havde overdraget ham en ny og vanskelig gerning ved som formand for udstillingskomiteen at skulle værne om den fond, som fra først af gennem akademiet og siden under nøje tilknytning til dette er blevet tilvejebragt og er vokset ved kunstnernes eget arbejde.
Heinrich Hansen blev i 1852 gift med Margrethe Elisabeth Burmeister, datter af bagermester Hans Jac. Burmeister (død 1865) og Metha Christine f. Nissen (død l855), og af en ved deres sølvbryllup samlet fond, som ægteparret siden forøgede, stiftede de "Etatsråd H. Hansens og Hustrus Sølvbryllupslegat", der efter Hansens død nu er overgivet til Akademiets styrelse med en grundkapital af 5000 Kr., hvis renter anvendes til legat for kunstnerenker. 
Hansen, som efter en langvarig og alvorlig sygdom var kommet sig så godt og tilsyneladende havde genvundet sindets og legemets kræfter så fuldstændig, at han syntes at skulle gå en lang og lykkelig alderdom i møde, afgik pludselig, efter kun en dags sygdom, ved døden 10. juli 1890.
Han er gengivet på malerier af Adolf Heinrich-Hansen 1885 samt af Herman Siegumfeldt på Frederiksborgmuseet 1894 og hos udstillingskomiteen på Charlottenborg. Maleri i Haderslev Museum. Tegning af Wilhelm Marstrand (Frederiksborgmuseet). Tuschtegning af Christian Bayer (en) 1875 (sammesteds). Træsnit af W. Oberberg 1872, af Robert Neergaard samme år og fra Carl Poulsen 1884. Litografi 1888 af Johan Hassel på det store blad af udstillingen.
Blandt hans børn var sønnen Adolf Heinrich-Hansen (29. november 1859 - 28. oktober 1925) også arkitekturmaler. Han udstillede fra 1884, fik 1887 afgangsbevis som maler og blev samme år 2. assistent og efter faderens død 1. assistent i perspektivklassen.

## Billeder
| - Motiver fra Danmark - Den Collinske Gård i Bredgade, 1850 - Riddersalen på Frederiksborg Slot, 1858 - Riddersalen på Frederiksborg Slot, 1859 (som før slottets brand) - Bedekammeret på Fredriksborg Slot, 1861 - Den kongelige falkejagt på Fredriksborg Slot, 1861 - Christiansborg Slot fra Højbro Plads, 1863? - Oratoriet på Frederiksborg Slot, 1864 - Udsigt fra Gammel Strand mod Christiansborg, 1868 Statens Museum for Kunst - Arvehyldningen, 1880 - Stormen på København 1659 Maleri fra 1886 - Bregentveds grevelige slotskapel. Mellem 1839 og 1890 - Parti ved Holmens Kirke. (SMK) Mellem 1836 og 1890 - Wilhelm Wanschers hus i Hellerup, ukendt dato |

| - Andre værker af Heinrich Hansen - Brevskrivende kvinde, ca. 1860 - Parti fra domkirken i Sevilla, 1865 - Interiør i Lübeck, ca 1880 - Krigsværelse i Lübeck Kriegsstube - Et renæssanceinteriør, 1888 I et nürnbergsk patricierhus fra det 17. århundrede (In a Nuremberg patrician house in the 17th century) - Interiør med sommerblomster. Mellem 1839 og 1890 - Katedralen i Rouen, Frankrig, ukendt dato - En præst fejrer messe i St. Paul-katedralen i Antwerpen, ukendt dato A priest celebrating mass in the St. Paul cathedral, Antwerp |